# جورج کوتاکا
جورج کوتاکا (انگلیسی: George Kotaka؛ زادهٔ ۲۸ ژوئیهٔ ۱۹۷۷ ‏(۴۷ سال)) کاراته‌کا اهل ایالات متحده آمریکا است.